# Khamrashi
Khamrashi (xəmraşi) é uma sopa de massa com almôndegas, típica da culinária do Azerbaijão; existe também uma variante com galinha. 
A massa (arishta - əriştə) pode ser feita diretamente, ou ser usada a variedade comercial, e é preparada com farinha de trigo, ovos e água, estendida numa massa muito fina, cortada em tiras e deixada a secar durante 24 horas. A que não for usada para a sopa pode ser guardada para outras preparações.
A sopa propriamente dita pode ser feita com caldo de carne de vaca ou carneiro, ou de galinha. Para isso, o caldo pode ter sido feito anteriormente ou, no caso da sopa de galinha, aproveitar o que fica de se cozer a ave, que deve ficar com a carne a despegar-se dos ossos; passa-se por um passador, retira-se o excesso de gordura, juntam-se filamentos de açafrão e põe-se a ferver; junta-se a massa necessária para fazer uma sopa consistente, a carne da galinha e feijão-frade cozido (no Azerbaijão, o feijão-frade chama-se “olhos de cotovia” ou “bül-bül göz”), sal e pimenta e deixa-se ferver apenas até cozer a massa. Serve-se polvilhada com hortelã seca.
Para a variante com almôndegas, coze-se carne de carneiro com ossos, temperada com pimenta-da-jamaica, durante 2-3 horas; passa-se o caldo pelo passador, retira-se o excesso de gordura e reserva-se. A carne deve ser moída e misturada com cebola picada sal e pimenta; mistura-se bem e fazem-se almôndegas, que se juntam ao caldo e à massa, para fazer a sopa.